# Портун
Порту́н (лат. Portunus) — римський бог портів і гаваней, згодом ототожнюваний з грецьким Палемоном (споріднений також з Янусом). Атрибутом Портуна — бога портів і гаваней завжди були ключі.
На честь Портуна було встановлено свято Портуналія, що проводилося 17 серпня. Вважається, що в це свято люди кидали в вогонь старі ключі для очищення, так як ключ був атрибутом Портуна. Згідно з іншим прочитанням, ключі приносили на форум. Головний храм Портуна знаходився в Римі, на Бичачому форумі; ще один храм був неподалік від Емілієвого моста.
Функції та атрибути Портуна зближують його з Янусом. Його також зображували з двома головами, які дивляться в різні боки; такі зображення можна було побачити на монетах і корабельних носах. Слід зазначити, що храм Януса на Овочевому ринку був освячений саме 17 серпня, в день Портуналія.